# Потоки (Білоцерківський район)
По́токи — село в Україні, у Таращанській міській громаді Білоцерківського району Київської області. Населення становить 404 осіб.

## Особистості
- Бистрий Яків Єремійович - старшина Армії УНР.